# Чемпіонат Гібралтару з футболу 2017–2018
Чемпіонат Гібралтару з футболу 2017—2018 — 119-й сезон найвищого рівня футбольних дивізіонів Гібралтару. Титул чемпіона за два тури до закінчення чемпіонату здобув Лінкольн Ред Імпс. За результатами сезону 2016-2017 у другому дивізіоні, команда «Гібралтар Фенікс» перейшла в прем'єр-дивізіон. У матчі плей-оф «Манчестер 62» здобув перемогу над командою «Мегпіс» і тому залишився в прем'єр-дивізіоні. Як і в попередньому сезоні, кожна з десяти команди тричі зіграє з іншою — в цілому 27 турів. Десята команда буде понижена в класі, дев'ята — проведе плей-оф з другою командою Другого дивізіону Гібралтару. Перша команда буде представляти Гібралтар у Лізі чемпіонів УЄФА, ще дві команди за підсумками чемпіонату й Кубку Скелі — у Лізі Європи УЄФА.

## Турнірна таблиця
| М   | Команда           | І  | В  | Н | П  | МЗ | МП | РМ  | О  |
| --- | ----------------- | -- | -- | - | -- | -- | -- | --- | -- |
| 1.  | Лінкольн          | 27 | 21 | 2 | 4  | 71 | 19 | +52 | 65 |
| 2.  | Юероп*            | 27 | 19 | 3 | 5  | 67 | 20 | +47 | 60 |
| 3.  | Сент-Джозефс      | 27 | 17 | 3 | 7  | 53 | 30 | +23 | 54 |
| 4.  | Гібралтар Юнайтед | 27 | 16 | 5 | 6  | 45 | 27 | +18 | 53 |
| 5.  | Монс Кальпе       | 27 | 14 | 2 | 11 | 48 | 35 | +13 | 44 |
| 6.  | Гібралтар Фенікс  | 27 | 8  | 6 | 13 | 34 | 47 | −13 | 30 |
| 7.  | Ґласіс Юнайтед    | 27 | 7  | 5 | 15 | 34 | 44 | −10 | 26 |
| 8.  | Лайонс Гібралтар  | 27 | 6  | 5 | 16 | 27 | 63 | −36 | 23 |
| 9.  | Лінкс             | 27 | 6  | 4 | 17 | 22 | 48 | −26 | 22 |
| 10. | Манчестер 62      | 27 | 0  | 7 | 20 | 20 | 88 | −68 | 7  |

Примітки: 

1. Клуб Юероп клаліфікувався до Ліги Європи УЄФА 2018—2019 як переможець Кубку Гібралтару 2017—2018

Позначення:
|  | — участь у кваліфікаційному раунді Ліги чемпіонів УЄФА 2018—2019            |
|  | — участь у кваліфікаційному раунді Ліги Європи УЄФА 2018—2019               |
|  | — клуб, що грає в плей-оф за право грати у Прем'єр–лізі в наступному сезоні |
|  | — клуб, що залишив Прем'єр–лігу                                             |

## Результати
|                   | Юер     | ГіФ     | ГіЮ     | Гла     | ЛРІ     | Лай     | Лін     | Ман     | Мон     | СеД     |
| ----------------- | ------- | ------- | ------- | ------- | ------- | ------- | ------- | ------- | ------- | ------- |
| Юероп             | ––––    | 3-1     | 4-0 2-1 | 2-1 2-0 | 1-1     | 0-1     | 2-0 1-2 | 4-1     | 3-0 1-0 | 2-0     |
| Гібралтар Юнайтед | 3-3 0-8 | ––––    | 0-1     | 1-0     | 0-5 0-2 | 1-0 5-2 | 0-1     | 1-1 2-0 | 1-1     | 0-1     |
| Гібралтар Фенікс  | 2-0     | 2-2 2-1 | ––––    | 4-1     | 0-1 3-1 | 3-1 2-0 | 2-0 1-0 | 2-1     | 3-1     | 3-1 1-1 |
| Ґласіс Юнайтед    | 1-2     | 1-1 1-2 | 2-0 0-3 | ––––    | 0-3     | 6-2     | 0-0 3-0 | 6-4     | 1-0 0-2 | 0-3     |
| Лінкольн Ред Імпс | 3-1 0-0 | 1-0     | 4-0     | 4-0 1-0 | ––––    | 3-1 7-1 | 2-0     | 3-0 6-0 | 1-3     | 2-0 0-3 |
| Лайонс Гібралтар  | 2-1 0-5 | 1-6     | 0-0     | 0-1 0-0 | 1-4     | ––––    | 0-0     | 2-2 0-0 | 2-1 0-2 | 0-2 0-3 |
| Лінкс             | 0-3     | 2-1 0-2 | 0-0     | 3-1     | 0-4 0-1 | 0-3 0-1 | ––––    | 0-0 9-0 | 0-5     | 1-3     |
| Манчестер 62      | 0-2 0-9 | 1-1     | 1-1 0-4 | 1-1 0-6 | 1-3     | 2-4     | 1-2     | ––––    | 0-3     | 1-2 0-5 |
| Монс Кальпе       | 0-1     | 1-2 1-0 | 1-3 2-1 | 2-1     | 0-1 0-6 | 3-1     | 3-0 5-0 | 4-2     | ––––    | 3-1 2-4 |
| Сент-Джозефс      | 0-1 1-4 | 3-1 3-0 | 0-1     | 1-0 1-1 | 4-2     | 4-2     | 2-1     | 3-1     | 0-0     | ––––    |

## Плей-оф
| Команда 1     | Рахунок | Команда 2  |
| ------------- | ------- | ---------- |
| 8 червня 2018 |         |            |
| Лінкс         | 2:0     | Олімпік 13 |

## Найкращі бомбардири
| Місце | Гравець                 | Клуб             | Голи |
| ----- | ----------------------- | ---------------- | ---- |
| 1     | Енріке Карреньо Салваго | Юероп            | 19   |
| 2     | Кіке Гомес              | Монс Кальпе      | 16   |
| 2     | Герман Кортес Нарваес   | Гібралтар Фенікс | 16   |
| 4     | Рубен Бланко Родрігес   | Монс Кальпе      | 15   |